# Gebangjaya
Gebangjaya is een bestuurslaag in het regentschap Karawang van de provincie West-Java, Indonesië. Gebangjaya telt 2013 inwoners (volkstelling 2010).